# چیساتو ایچینوز
چیساتو ایچینوز (انگلیسی: Chisato Ichinose؛ زادهٔ ۷ ژوئن ۱۹۹۹) بازیکن فوتبال اهل ژاپن است.